# Diadasia sphaeralcearum
Diadasia sphaeralcearum är en biart som beskrevs av Cockerell 1905. Diadasia sphaeralcearum ingår i släktet Diadasia och familjen långtungebin.

## Underarter
Arten delas in i följande underarter:
- D. s. affinis
- D. s. sphaeralcearum